# Itō-Formel
Die Itō-Formel (auch Itō-Döblin-Formel; selten auch Lemma von Itō), benannt nach dem japanischen Mathematiker Itō Kiyoshi, ist eine zentrale Aussage in der stochastischen Analysis. In seiner einfachsten Form ist es eine Integraldarstellung für stochastische Prozesse, die Funktionen eines Wiener-Prozesses sind. Es entspricht damit der Kettenregel bzw. Substitutionsregel der klassischen Differential- und Integralrechnung.
Itô publizierte 1951 einen Beweis.

## Version für Wiener-Prozesse
Sei {\displaystyle (W_{t})_{t\geq 0}} ein (Standard-)Wiener-Prozess und {\displaystyle h\colon \mathbb {R} \to \mathbb {R} } eine zweimal stetig differenzierbare Funktion. Dann gilt
{\displaystyle h(W_{t})=h(W_{0})+\int _{0}^{t}h'(W_{s})\,{\rm {d}}W_{s}+{\frac {1}{2}}\int _{0}^{t}h''(W_{s})\,{\rm {d}}s\,.}
Dabei ist das erste Integral als Itō-Integral und das zweite Integral als ein gewöhnliches Riemann-Integral (über die stetigen Pfade des Integranden) zu verstehen.
Für den durch {\displaystyle Y_{t}=h(W_{t})} für {\displaystyle t\geq 0} definierten Prozess lautet diese Darstellung in Differentialschreibweise
{\displaystyle {\rm {d}}Y_{t}=h'(W_{t})\,{\rm {d}}W_{t}+{\frac {1}{2}}h''(W_{t})\,{\rm {d}}t\,.}

## Version für Itō-Prozesse
Ein stochastischer Prozess {\displaystyle (X_{t})_{t\geq 0}} heißt Itō-Prozess, falls
{\displaystyle X_{t}=X_{0}+\int _{0}^{t}a_{s}\,{\rm {d}}s+\int _{0}^{t}b_{s}\,{\rm {d}}W_{s}}
für zwei stochastische Prozesse {\displaystyle a_{s}}, {\displaystyle b_{s}} gilt (genaueres dazu unter stochastische Integration). In Differentialschreibweise:
{\displaystyle {\rm {d}}X_{t}=a_{t}\,{\rm {d}}t+b_{t}\,{\rm {d}}W_{t}\,.}
Ist {\displaystyle h\colon \mathbb {R} _{+}\times \mathbb {R} \to \mathbb {R} }
eine in der ersten Komponente einmal und in der zweiten zweimal stetig differenzierbare Funktion, so ist auch der durch {\displaystyle Y_{t}:=h(t,X_{t})} definierte Prozess ein Itō-Prozess, und es gilt
{\displaystyle {\begin{aligned}{\rm {d}}Y_{t}&={\frac {\partial h}{\partial t}}(t,X_{t})\,{\rm {d}}t+{\frac {\partial h}{\partial x}}(t,X_{t})\,{\rm {d}}X_{t}+{\frac {1}{2}}{\frac {\partial ^{2}h}{\partial x^{2}}}(t,X_{t})({\rm {d}}X_{t})^{2}\\&=\left({\frac {\partial h}{\partial x}}(t,X_{t})\,a_{t}+{\frac {\partial h}{\partial t}}(t,X_{t})+{\frac {1}{2}}{\frac {\partial ^{2}h}{\partial x^{2}}}(t,X_{t})\,b_{t}^{2}\right){\rm {d}}t+{\frac {\partial h}{\partial x}}(t,X_{t})\,b_{t}\,{\rm {d}}W_{t}\,.\end{aligned}}}
Hierbei bezeichnen {\displaystyle {\tfrac {\partial h}{\partial t}}} und {\displaystyle {\tfrac {\partial h}{\partial x}}} die partiellen Ableitungen der Funktion {\displaystyle h} nach der ersten bzw. zweiten Variablen.
Die zweite Darstellung folgt aus der ersten durch Einsetzen von {\displaystyle ({\rm {d}}X_{t})^{2}=b_{t}^{2}\,{\rm {d}}t} und Zusammenfassen der {\displaystyle {\rm {d}}t}- und {\displaystyle {\rm {d}}W_{t}}-Terme.

### Mehrdimensionale Version
Die Formel lässt sich auf {\displaystyle n} Itō-Prozesse {\displaystyle X=(X_{1},\dots ,X_{n})} verallgemeinern. Sei {\displaystyle h:[0,\infty )\times \mathbb {R} ^{n}} in {\displaystyle C^{1}} in der ersten und {\displaystyle C^{2}} in den restlichen Variablen. Definiere {\displaystyle Y(t):=h(t,X(t))} dann gilt
{\displaystyle {\rm {d}}Y(t)={\frac {\partial h}{\partial t}}(t,X(t))\,{\rm {d}}t+\sum \limits _{i=1}^{n}{\frac {\partial h}{\partial i}}(t,X(t))\,{\rm {d}}X_{i}(t)+{\frac {1}{2}}\sum \limits _{i,j=1}^{n}{\frac {\partial ^{2}h}{\partial i\partial j}}(t,X(t)){\rm {d}}[X_{i},X_{j}](t).}

## Version für Semimartingale
Sei {\displaystyle (X_{t})_{t\geq 0}=(X_{t}^{1},\dotsc ,X_{t}^{d})_{t\geq 0}} ein {\displaystyle \mathbb {R} ^{d}}-wertiges Semimartingal und sei {\displaystyle F\in C^{2}(\mathbb {R} ^{d},\mathbb {R} )}. Dann ist {\displaystyle (F(X_{t}))_{t\geq 0}} wieder ein Semimartingal und es gilt
{\displaystyle {\begin{aligned}F(X_{t})-F(X_{0})=&\sum _{j=1}^{d}\int _{0+}^{t}{\frac {\partial F}{\partial x^{j}}}(X_{s-}){\rm {d}}X_{s}^{j}+{\frac {1}{2}}\sum _{j,k=1}^{d}\int _{0+}^{t}{\frac {\partial ^{2}F}{\partial x^{j}\partial x^{k}}}(X_{s-}){\rm {d}}[X^{j},X^{k}]_{s}^{c}\\&{}+\sum _{0<s\leq t}\left(F(X_{s})-F(X_{s-})-\sum _{j=1}^{d}{\frac {\partial F}{\partial x^{j}}}(X_{s-})\Delta X_{s}^{j}\right).\end{aligned}}}
Hierbei bedeutet:
- {\displaystyle \textstyle X_{s-}=\lim _{u\uparrow s}X_{u}} der linksseitige Grenzwert,
- das Integrationsgebiet {\displaystyle 1_{[0+,t]}} bedeutet {\displaystyle 1_{(0,t]}}. Ein Semimartingal kann bei {\displaystyle X_{0}} einen Sprung haben, das heißt {\displaystyle X_{0}\neq X_{0+}} und somit wird sichergestellt, dass nur über {\displaystyle (0,t]} integriert wird und der Anfangswert {\displaystyle F(X_{0})} wird deshalb nicht über das Integral gedeckt.
- {\displaystyle \Delta X_{s}^{j}=X_{s}^{j}-X_{s-}^{j}} der zugehörige Sprungprozess.
- Mit {\displaystyle [X^{j},X^{k}]^{c}} wird die quadratische Kovariation der stetigen Anteile der Komponenten {\displaystyle X^{j}} und {\displaystyle X^{k}} bezeichnet.

Falls {\displaystyle X} ein stetiges Semimartingal ist, verschwindet die letzte große Klammer nach dem Plus und es gilt {\displaystyle [X^{j},X^{k}]^{c}=[X^{j},X^{k}]}.

### Bemerkung
Schreibt man den Ausdruck {\displaystyle [X^{j},X^{k}]_{t}^{c}:=[X^{j},X^{k}]_{t}-\sum \limits _{s\leq t}\Delta X_{s}^{j}\Delta X_{s}^{k}} aus, so erhält man für eine Funktion {\displaystyle f\in C^{2}(\mathbb {R} ^{d},\mathbb {R} )} die Form
{\displaystyle {\begin{aligned}f(X_{t})-f(X_{0})=&\sum _{j=1}^{d}\int _{0+}^{t}{\frac {\partial f}{\partial x^{j}}}(X_{s-}){\rm {d}}X_{s}^{j}+{\frac {1}{2}}\sum _{j,k=1}^{d}\int _{0+}^{t}{\frac {\partial ^{2}f}{\partial x^{j}\partial x^{k}}}(X_{s-}){\rm {d}}[X^{j},X^{k}]_{s}\\&{}+\sum _{0<s\leq t}\left(\Delta f(X_{s})-\sum _{j=1}^{d}{\frac {\partial f}{\partial x^{j}}}(X_{s-})\Delta X_{s}^{j}-{\frac {1}{2}}\sum _{k,j=1}^{d}{\frac {\partial ^{2}f}{\partial x^{j}\partial x^{k}}}(X_{s-})\Delta X_{s}^{j}\Delta X_{s}^{k}\right).\end{aligned}}}
wobei {\displaystyle \Delta f(X_{s}):=f(X_{s})-f(X_{s-})}.

### Für das Stratonowitsch-Integral
Sei {\displaystyle X=(X^{1},\dots ,X^{n})} ein {\displaystyle \mathbb {R} ^{n}}-Semimartingal und {\displaystyle f\in C^{2}(\mathbb {R} ^{n},\mathbb {R} )}, dann ist {\displaystyle f(X)} ein Semimartingal und es gilt
{\displaystyle f(X_{t})-f(X_{0})=\sum \limits _{i=1}^{n}\int _{0+}^{t}{\frac {\partial f}{\partial x_{i}}}(X_{s-})\circ dX_{s}^{i}+\sum \limits _{0<s\leq t}\left(f(X_{s})-f(X_{s-})-\sum \limits _{i=1}^{n}{\frac {\partial f}{\partial x_{i}}}(X_{s-})\Delta X_{s}^{i}\right).}

## Version für Funktionen mit beschränkter quadratischer Variation
Hans Föllmer erweiterte die Formel von Itō auf (deterministische) Funktionen mit beschränkter quadratischer Variation.
Sei {\displaystyle f\in C^{2}} eine reell-wertige Funktion und {\displaystyle x:{[0,\infty [}\to \mathbb {R} } eine Càdlàg-Funktion mit endlicher quadratischer Variation. Dann gilt
{\displaystyle {\begin{aligned}f(x_{t})&=f(x_{0})+\int _{0}^{t}f'(x_{s-})\mathrm {d} x_{s}+{\frac {1}{2}}\int _{]0,t]}f''(x_{s-})d[x,x]_{s}\\&+\sum _{0\leq s\leq t}\left(f(x_{s})-f(x_{s-})-f'(x_{s-})\Delta x_{s}-{\frac {1}{2}}f''(x_{s-})(\Delta x_{s})^{2})\right).\end{aligned}}}

## Beispiele
- Für {\displaystyle Y_{t}=\sin(W_{t})} gilt {\displaystyle {\rm {d}}Y_{t}=\cos(W_{t})\,{\rm {d}}W_{t}-{\tfrac {1}{2}}\sin(W_{t})\,{\rm {d}}t}.

- Mit Hilfe der Formel kann man einfach beweisen, dass die geometrische brownsche Bewegung

{\displaystyle S_{t}=S_{0}e^{rt-{\frac {1}{2}}\sigma ^{2}t+\sigma W_{t}}}
eine Lösung der stochastischen Differentialgleichung von Black und Scholes
{\displaystyle {\rm {d}}S_{t}=rS_{t}\,{\rm {d}}t+\sigma S_{t}\,{\rm {d}}W_{t}}
ist.
Hierzu wählt man {\displaystyle X_{t}=W_{t}}, also {\displaystyle a_{t}=0,\;b_{t}=1}.
Dann ergibt die Formel mit {\displaystyle h(t,x)=S_{0}e^{rt-{\frac {1}{2}}\sigma ^{2}t+\sigma x}}:
{\displaystyle {\rm {d}}S_{t}=\left[\left(r-{\frac {\sigma ^{2}}{2}}+{\frac {\sigma ^{2}}{2}}\right)S_{0}e^{rt-{\frac {1}{2}}\sigma ^{2}t+\sigma W_{t}}\right]{\rm {d}}t+\left[\sigma S_{0}e^{rt-{\frac {1}{2}}\sigma ^{2}t+\sigma W_{t}}\right]{\rm {d}}W_{t}=rS_{t}\,{\rm {d}}t+\sigma S_{t}\,{\rm {d}}W_{t}\,.}
- Ist {\displaystyle (\mathbf {W} _{t})_{t\geq 0}} ein {\displaystyle d}-dimensionaler Wiener-Prozess und {\displaystyle F\colon \mathbb {R} ^{d}\to \mathbb {R} } zweimal stetig differenzierbar, dann gilt für {\displaystyle Y_{t}=F(\mathbf {W} _{t})}

{\displaystyle \mathrm {d} Y_{t}=\nabla F(\mathbf {W} _{t})^{\mathsf {T}}\cdot \mathrm {d} \mathbf {W} _{t}+{\frac {1}{2}}\Delta F(\mathbf {W} _{t})\,\mathrm {d} t},
wobei {\displaystyle \nabla F} den Gradienten und {\displaystyle \Delta F} den Laplace-Operator von {\displaystyle F} bezeichnen.

## Unendlich-dimensionale Itō-Formeln
Es gibt verschiedene Varianten von Itō-Formeln für unendlich-dimensionale Räume (z. B. Pardoux, Gyöngy-Krylow, Brzezniak-van Neerven-Veraar-Weis).